# Micrerethista fusca
Micrerethista fusca är en fjärilsart som beskrevs av Davis 1998. Micrerethista fusca ingår i släktet Micrerethista och familjen äkta malar. Inga underarter finns listade i Catalogue of Life.